# 司徒氏通俗图书馆
司徒氏通俗图书馆，位于中国广东省江门市开平市赤坎镇堤东路17号，是一座具有重要历史文化价值的近代建筑。该馆由旅居美国、加拿大等地的华侨及本地文化教育界人士于1920年发起筹建，1923年奠基，1925年落成开放，旨在推动民智启蒙与文化教育的发展。
图书馆由广州市永和建筑公司承建，为三层钢筋混凝土结构大楼，前设院庭。馆内设有地下阅览室、二层藏书室与借书处、三层为会议室及归国华侨俱乐部。馆藏逾万册，涵盖《四库全书》《万有文库》及多部世界名著译本，亦收藏多件珍贵文物，包括慈禧太后御笔“龙”字（由司徒仲实捐赠）、殿试试卷、司徒槐所赠巨幅油画、尚楫捐赠的鳄鱼标本等。
1926年，旅居加拿大的司徒氏华侨捐资在楼顶加建钟楼，钟为波士顿制造。大楼正门石刻“司徒氏通俗图书馆”由冯百砺题写，三楼正面匾额“司徒氏图书馆”则由谭延闿题书。
在抗日战争期间，赤坎地区两度遭日军侵袭，图书馆藏书及设施严重损毁，自此停办，历时三十八年。此后原址先后作为多种政府及集体单位使用。1982年，图书馆得以复办并重新对外开放，成为赤坎重要文化地标之一。
1983年，司徒氏通俗图书馆被公布为开平市文物保护单位。2002年7月17日，作为“赤坎旧镇近代建筑群”的组成部分，列入第四批广东省文物保护单位。